# Vườn quốc gia Cottan-Bimbang
Vườn quốc gia Cottan-Bimbang là một vườn quốc gia ở bang New South Wales, Úc, cách thành phố Sydney 443 km về phía bắc và cách thành phố Walcha 65 km về phía đông nam. Vườn này nằm ngang qua xa lộ Oxley Highway phía nam của Vườn quốc gia Werrikimbe. Myrtle Scrub Road là đường vòng dài 15 km ở phía tây của vườn, nối với xa lộ Oxley Highway.

## Thực vật và động vật
Trước kia là một khu rừng quốc gia, vườn này có rừng bạch đàn nguyên sinh và các cây Linospadix monostachya (thuộc họ Cau) mà thổ dân địa phương gọi là cây Cottan-bimbang. 
Về động vật, vườn có các loài ếch nhái có nguy cơ bị tuyệt chủng, sóc bay có túi (Petaurus australis), koala (gấu có túi) cùng nhiều loài khác.

## Giải trí
Có khu picnic, khu nướng thịt (BBQ area) và các toilets công cộng ở Stockyard Creek bên xa lộ Oxley Highway và khu dọn sạch dành cho picnic ở gần sông Cells bên Myrtle Scrub Road.